# Leuzea repens
Leuzea repens або Rhaponticum repens — вид рослин з родини айстрових (Asteraceae), поширений у помірній Євразії, Індії й Пакистані.

## Опис
Кореневищна багаторічна трав'яниста рослина 25–70 см заввишки. Стебла одне або кілька, прямостійні, розгалужені від основи, густо вкриті листям. Листки сидячі, еліптичні, лопатоподібні, або лінійні, 2–7 × 0.4–1.3 см, перисто-розділені, злегка жорсткі, сірувато-зелені, поля зубчасті або цілі. Верхні листи часто менші. Квіткові голови численні, від щиткоподібних до щиткоподібно-волотевих. Кільце приквітків суцвіття 5–13 мм в діаметрі; приквітки в ≈6 рядах; зовнішні й середні — від яйцеподібних до широко яйцеподібних, 3–11 × 2–6 мм; внутрішні — від ланцетних до лінійно-ланцетних, ≈ 13 × 2–3 мм. Віночок ≈ 1.4 см. Квітки від рожевого до пурпурового забарвлення. Сім'янка від жовтуватого до блідо-коричневого кольору, вузько зворотнояйцеподібний, 3.5–4 мм, вершина округла. Папуси 8–10 мм, коротко запушені на вершині, легко падають при зрілості.

## Поширення
Поширений у помірній Євразії, Індії й Пакистані; натуралізований в Австралії, Канаді, США, Нижній Каліфорнії — Мексика.
В Україні вид росте на солончакових луках, степах і на полях — у пд. ч. Степу

## Галерея

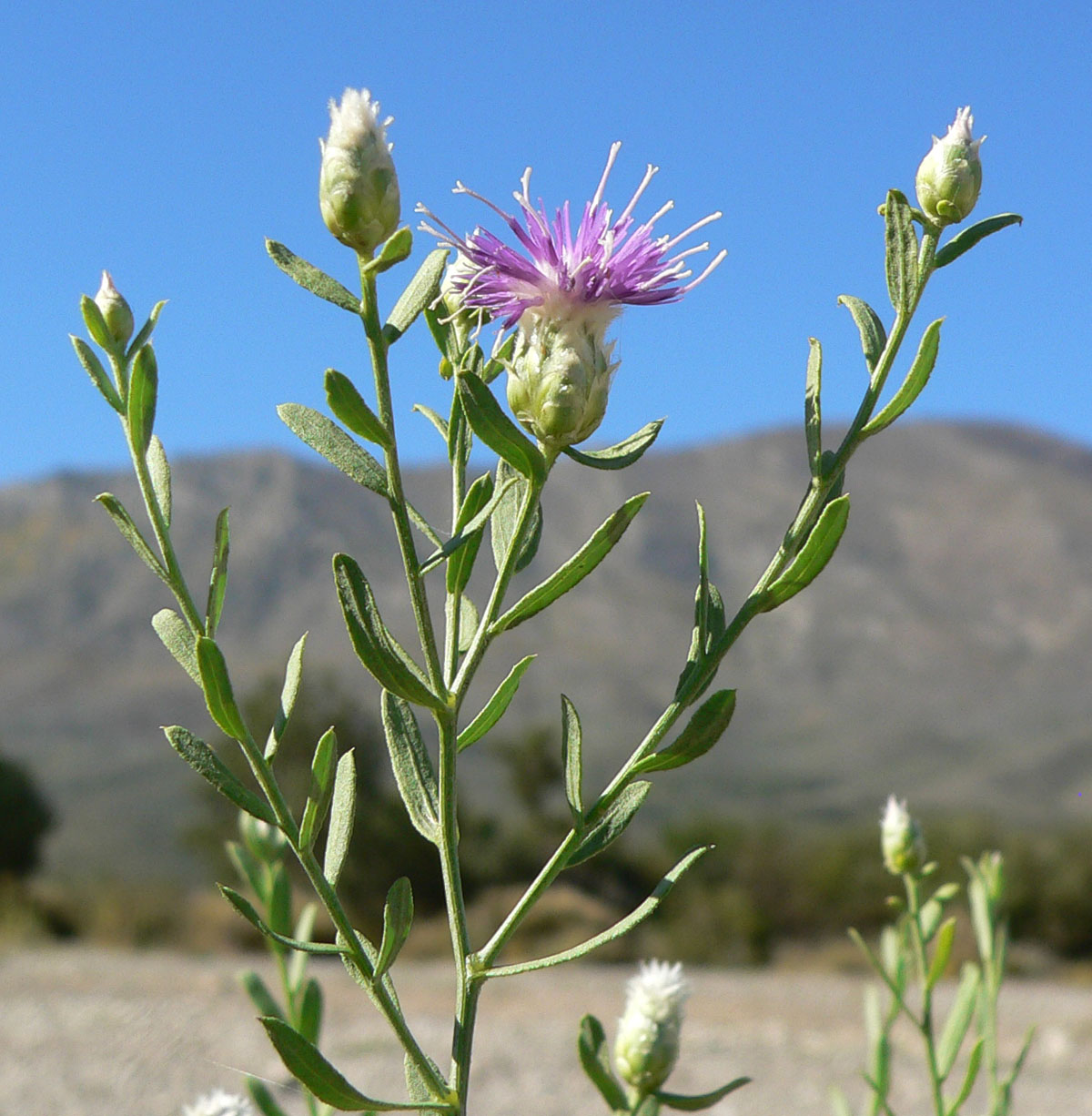
рослина
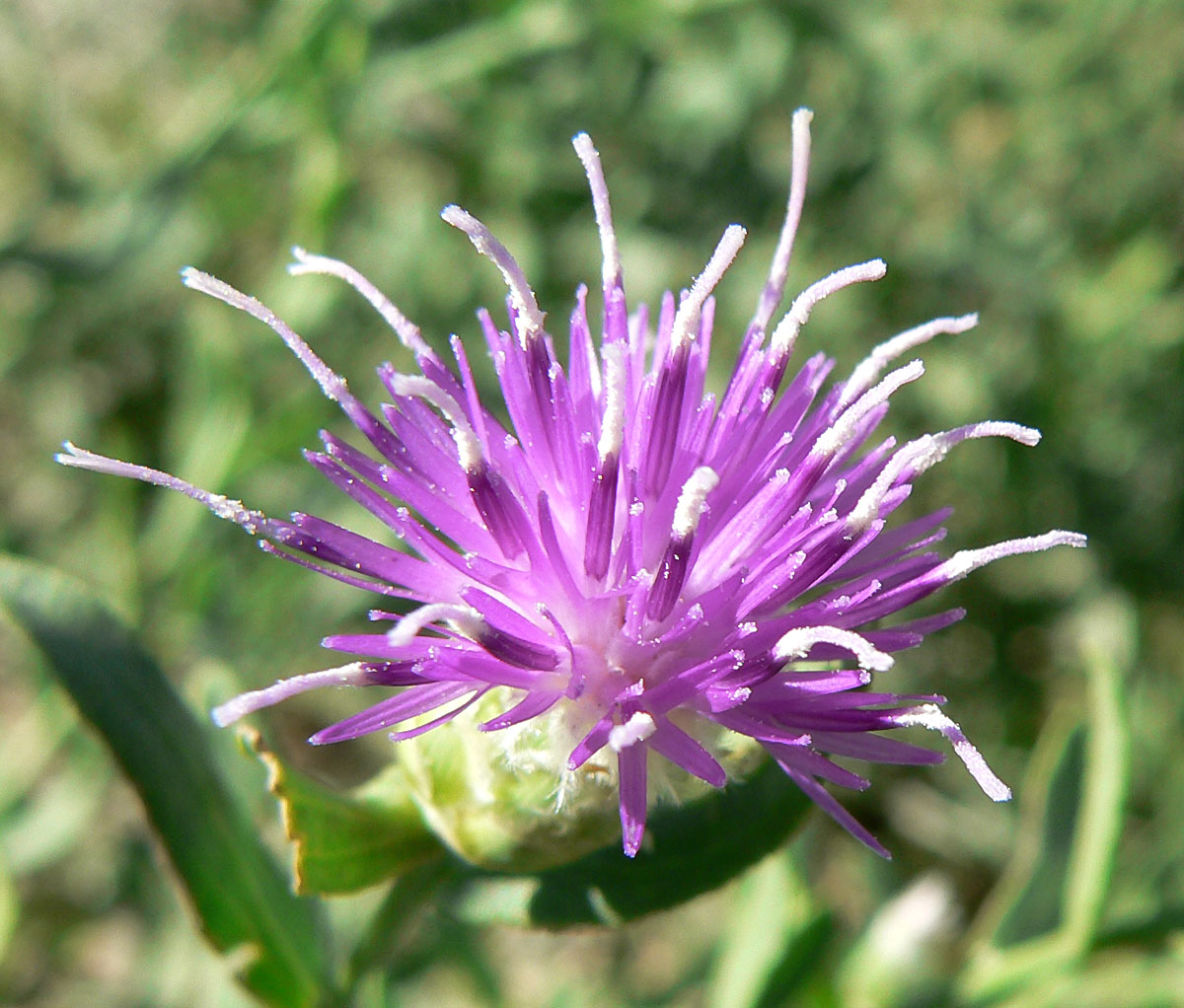
квіткова голова
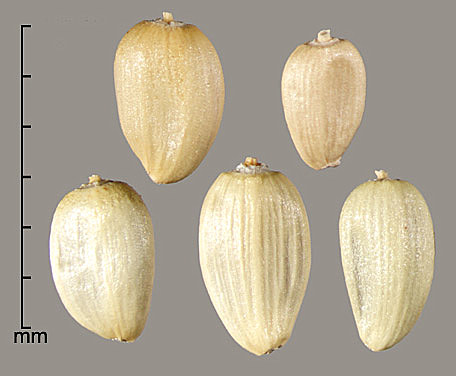
насіння